# 広瀬彰勇
広瀬 彰勇（ひろせ あきお、1962年1月17日 - ）は、日本の男優、声優。東京都出身。レジェンド・タレント・エージェンシー所属。

## 来歴・人物
1981年、アクト青山にて俳優としてのキャリアをスタート。
1990年1月、劇団四季に入団、芝居からミュージカルまで出演。17年間在籍。
2006年12月退団。エフ・スピリットに所属。映像、吹き替えなど、舞台以外の分野にも活躍の場を広げる。
2009年　Artist Company 響人《ひびきびと》代表として創立。
2011年2月19日から全国公演『クレイジー・フォー・ユー』（ベラ・ザングラー役）にて4年ぶりに劇団四季に客演として参加する。

## 出演（俳優）

### 劇団四季
- ライオンキング - ザズー、スカー
- クレイジー・フォー・ユー - ベラ・ザングラー
- ハムレット - クローディアス
- スルース（探偵） - アンドリューワイク
- オンディーヌ - 侍従
- 鹿鳴館 - 清原永之輔

### Artist Company 響人
- 哀しみと息子たち　2009年7月1日 - 5日
- お月様のジャン　　2009年12月9日 - 14日
- オーファンズ〜孤児たち〜　2010年4月23日 - 26日
- 夜の来訪者　2011年11月5日 - 13日
- TRYOUT公演 『La vie en Rose　エディット・ピアフと8人の男の話』 2011年12月22日 - 25日

### オフィス夢の街
- オーファンズ（孤児たち） - ハロルド役

### シアターΧプロデュース公演
- なよたけ - 大納言大伴の御行

### 東宝
- エリザベート 2010年8月9日 - 10月30日 - ツェップス

### アクト青山
- 明日の幸福 - 寿一郎

### テレビドラマ
- 愛の迷宮（2007年、フジテレビ） - 財前医師 役
- 死化粧師（2007年、テレビ東京） - 高部刑事 役
- 孤独の歌声（2007年、WOWOW） - 長野刑事 役
- 水戸黄門 第39部「猫だけが知っていた -伊万里-」（2008年、TBS） - 相良
- 愛・命 〜新宿歌舞伎町駆け込み寺〜（2011年、テレビ朝日）
- 平清盛 第5回「海賊討伐」（2012年）
- 監察医・篠宮葉月 死体は語る 第13作（2013年、テレビ東京） - 森田勇治裁判官 役
- ヤバい検事 矢場健〜ヤバケンの暴走捜査〜 第3作（2014年、フジテレビ） - 神宮司康則 役

### 映画
- ストロベリーナイト（2013年）
- ありふれたライブテープにFocus（2013年）
- 君が愛したラストシーン（2013年）
- 妻の恋人（2013年）
- 妻が恋した夏（2014年） - 黒川医師
- 水の声を聞く（2014年）
- ひ・き・こ 降臨（2014年） - 武部刑事
- LAST LOVE/愛人（2014年） - 「BAR マスター」カネコ
- 逢いびき（2014年） - 編集長
- 農家の嫁 あなたに逢いたくて（2014年） - 大木
- 契約結婚（2017年）
- こえをきかせて（2018年）
- 夜明けまで離さない（2018年）
- 焦燥（2019年）
- 甲州街道から愛を込めて（2022年）
- Love song（2023年）[1]

### オリジナルビデオ
- むこうぶち 11 裏高レート麻雀列伝 鉄砲玉（2014年、オールインエンタテインメント） - 仲川政行
- 極道の教典 第3章（2015年、オールインエンタテインメント）
- 列島制覇 -非道のうさぎ-（2021年、東映ビデオ） - 八百鈴

### 舞台
- 「ＬＵＬＵ」（2019.2/28～3/10　赤坂RED/THEATER）
- 「しとやかな獣」（2019.1東京芸術劇場シアターウエスト）
- 「オンディーヌ」（2023.4自由劇場） - 水界の王
- 歌絵巻「ヒカルの碁」序の一手　(2024.7サンシャイン劇場) - 塔矢行洋
- 「すいせいむし」（202411〜12、紀伊國屋ホール 他） - 店主[2][3]
- 「えんとつ町のプペル」（2025.8 KAAT神奈川芸術劇場） - ダン[4]

### CM
- すし上等！「部長篇」
- ヤマギワ電機
- スズキセルボ

## 出演（声優）

### 吹き替え

#### 担当俳優
タイタス・ウェリヴァー
- ホワイトカラー シーズン4（2013年） - テレンス・プラット上院議員
- トランスフォーマー/ロストエイジ（2014年） - ジェームズ・サヴォイ
- BOSCH/ボッシュ（2015年 - 2021年） - ハリー・ボッシュ
- ボッシュ: 受け継がれるもの（2022年 - ） - ハリー・ボッシュ
- THE MENTALIST メンタリストの捜査ファイル シーズン6 #21（2015年） - マイケル・リドリー

ドルフ・ラングレン
- アクアマン（2019年） - ネレウス王
- アクセレーション（2020年） - ヴラディク
- アクアマン/失われた王国（2024年） - ネレウス王

#### 映画（吹き替え）
- チェンジリング（2008年） - レスター・ヤバラ刑事（マイケル・ケリー）
- モール★コップ（2009年） - ジェームズ・ケント指揮官（ボビー・カナヴェイル）
- アバター（2009年）
- 「黒の船」〜海賊船ブラック・フレイターの物語（2009年） - 船長[7]
- レッドベルト 傷だらけのファイター（2009年） - チェット（ティム・アレン）
- ウルヴァリン:X-MEN ZERO（2009年）
- エルム街の悪夢（2010年） - アラン・スミス（クランシー・ブラウン）
- ロビン・フッド（2011年） - ゴドフリー（マーク・ストロング）
- メガ・シャークVSクロコザウルス（2011年） - カルヴィン提督（ロバート・ピカード）
- アメイジング・スパイダーマン（2012年） - ラーサ博士（イルファーン・カーン）
- DCエクステンデッド・ユニバース
  - マン・オブ・スティール（2013年） - ゾッド将軍（マイケル・シャノン）[8]
  - ジャスティス・リーグ（2017年） - テロリストA（マイケル・マケルハットン）[9]
  - ワンダーウーマン 1984（2020年） - 首長（アムール・ワケド）
  - ジャスティス・リーグ:ザック・スナイダーカット（2021年） - テロリストA（マイケル・マケルハットン）[10]
  - ザ・フラッシュ（2023年） - ゾッド将軍（マイケル・シャノン）[11]
- ラッシュ/プライドと友情（2014年） - テディ・メイヤー（コリン・スティントン）
- マーベル・シネマティック・ユニバース
  - キャプテン・アメリカ/ウィンター・ソルジャー（2014年） - バロン・フォン・ストラッカー（トーマス・クレッチマン）
  - アベンジャーズ/エイジ・オブ・ウルトロン（2015年） - バロン・フォン・ストラッカー（トーマス・クレッチマン）
  - マーベルズ（2023年） - ドロージ皇帝 （ゲイリー・ルイス）
  - キャプテン・アメリカ:ブレイブ・ニュー・ワールド（2025年） - セス / サイドワインダー（ジャンカルロ・エスポジート）[12]
- GODZILLA ゴジラ（2014年） - フリーマン[13]
- ミケランジェロ・プロジェクト（2014年） - ラングトン大佐（サム・ヘイゼルダイン）
- ミュータント・タートルズ（2015年）-　シュレッダー（トオル・マサムネ）
- シンデレラ（2015年） - 大公（ステラン・スカルスガルド）[14]
- インヒアレント・ヴァイス（2015年） - クリスチャン・F・“ビッグフット”・ビョルンセン警部補（ジョシュ・ブローリン）
- 独房の生贄 〜悪霊が棲む213号室〜（2016年） - 刑務所長（ブルース・グリーンウッド）
- トランスポーター イグニション（2016年） - フランク・シニア（レイ・スティーヴンソン）
- ドローン・オブ・ウォー（2016年） - ジャック・ジョンズ中佐（ブルース・グリーンウッド）
- 心霊ドクターと消された記憶（2016年） - ダンカン・スチュワート（サム・ニール）
- ミュータント・ニンジャ・タートルズ:影〈シャドウズ〉（2016年） -　シュレッダー（ブライアン・ティー）
- ローグ・ワン/スター・ウォーズ・ストーリー（2016年） - ドレイヴン将軍
- ブルーに生まれついて（2017年） - ディック・ボック（カラム・キース・レニー）
- ハクソー・リッジ（2017年） - トム・ドス（ヒューゴ・ウィーヴィング）
- ジグソウ:ソウ・レガシー（2018年） - ハロラン（カラム・キース・レニー）[15]
- スリープレス・ナイト（2018年） - ロブ・ノヴァク（スクート・マクネイリー）
- セレニティー:平穏の海（2019年） - フランク（ジェイソン・クラーク）
- ホーム・アローン3（2019年） - 中国マフィアのボス（ジェームズ・サイトウ）[16] ※日本テレビ版
- ザ・ファイブ・ブラッズ（2020年） - ポール（デルロイ・リンドー）
- ムーラン（2020年） - 皇帝（ジェット・リー）[17]
- クルエラ（2021年） - ジョン（マーク・ストロング）[18]
- クライシス（2021年） - マザー（ガイ・ナドン）
- Mr.ノーバディ（2021年） - ユリアン（アレクセイ・セレブリャコフ）
- ナイル殺人事件（2022年） - エルキュール・ポアロ（ケネス・ブラナー）[19]
- アバター:ウェイ・オブ・ウォーター（2022年） - ウェインフリート（マット・ジェラルド）[20]
- ミッション:インポッシブルシリーズ - NRO / 国家情報長官（チャールズ・パーネル）
  - ミッション:インポッシブル/デッドレコニング PART ONE（2023年）[21]
  - ミッション:インポッシブル/ファイナル・レコニング（2025年）[22]
- バスティオン36（2025年）

#### ドラマ
- 犬とオオカミの時間 - マオ（チェ・ジェソン）
- マジシャンズ - ビースト（チャールズ・メジャー）
- THE TUDORS〜背徳の王冠〜（2009年、AXNミステリー） - トマス・モア（ジェレミー・ノーサム）
- ハーパーズ・アイランド 惨劇の島（2010年、WOWOW） - トーマス・ウェリントン（リチャード・バージ）
- 弁護士イーライのふしぎな日常（2010年、AXN） - ジョーダン・ウェザーズビー（ヴィクター・ガーバー）
- ATHENA-アテナ-（2011年、テレビ東京）
- クリミナル・マインド6 FBI行動分析課（2012年、WOWOWプライム） - ドナルド・サンダーソン（カイル・セコー）
- 犯罪捜査官 アナ・トラヴィス 孤独な叫び（2012年 WOWOWプライム）
- ロイヤル・スキャンダル 〜エリザベス女王の苦悩〜（2012年、NHK BSプレミアム）
- ブルーブラッド シーズン2（2012年、ユニバーサルチャンネル） - リック
- THE FIRM ザ・ファーム 法律事務所（2013年） - ドミニク判事（ヴィクター・ガーバー）
- 続ハリーズ・ロー 裏通り法律事務所（2013年、WOWOWプライム）
- ヤング・スーパーマン（2013年） - エドワード・ロット（ティモシー・E・ブラウンズ）
- ライ・トゥ・ミー 嘘は真実を語る シーズン2 #17（2013年） - チャールズ・ブルックス州知事（リチャード・バージ）
- CSI:ニューヨーク9 ザ・ファイナル（2014年） - ケイド・コノヴァーFBI捜査官（ピーター・ホートン）
- ティーン・スパイ K.C.（2015年 - 2018年、ディズニーチャンネル） - ゼーン・ウィリス / ゼイン・フラー（フランソワ・チャウ）
- リベンジ シーズン4（2015年）-　マルコム・ブラック（トミー・フラナガン）
- ストライクバック3:極秘ミッション（2015年）- レザビー（ダグレイ・スコット）
- マルコ・ポーロ（2015年） - フビライ・ハーン（ベネディクト・ウォン）
- ストレイン 沈黙のエクリプス（2015年） - アイヒホルスト（リヒャルト・サメル）
- 華政（2015年） - カン・ジュソン（チョ・ソンハ）[23]
- メンタリスト シーズン3,4,5（2010年 - 2015年）
- ナース・ジャッキー7 最終章（2016年） - ヨハネス・カールセン（ジェレミー・シャモス）
- SUPERGIRL/スーパーガール（2016年 - 2022年） - ジョン・ジョーンズ / マーシャン・マンハンター、ハンク・ヘンショウ / サイボーグ・スーパーマン（デヴィッド・ヘアウッド）
- エクスタント（2016年）  - トビアス・シェパード（デヴィッド・モリッシー）
- レモニー・スニケットの世にも不幸なできごと（Netflixドラマ・2018 - ） ‐ オラフ伯爵（ニール・パトリック・ハリス）
- フラーハウス（2017年） - ドラゴン（菅田俊）
- エレメンタリー4 ホームズ&ワトソン in NY（2017年） - マルコム・バスケ
- クリミナル・マインド 国際捜査班（2017年） - アルケム・サルキス次官（アンソニー・アジジ）
- ザ・シューター（2017年） - ヒュー・ミッチャム（トム・サイズモア）
- FBI: 特別捜査班（2018年）
- JETT/ジェット（2019年） - チャーリー・ボードレア（ジャンカルロ・エスポジート）
- D.P. -脱走兵追跡官-（2021年 - 、Netflix） - ヨンドク（ヒョン・ボンシク）
- ZeroZeroZero 宿命の麻薬航路（2021年） - エドワード・リンウッド（ガブリエル・バーン）[24]
- ラビット・ホール/指名手配のスパイ（2023年）- クロウリー（ランス・ヘンリクセン）
- THE PENGUIN-ザ・ペンギン- （2024年）- サルヴァトーレ・“サル”・マローニ（クランシー・ブラウン[25]）

#### アニメ
- ホートン/ふしぎな世界のダレダーレ - ブラド
- スター・ウォーズ/クローン・ウォーズ (テレビアニメ)（2011年、NHK BSプレミアム） - ブリック
- ミュータント・タートルズ（2014年 - ） - シュレッダー[26]
- スポンジ・ボブ 海のみんなが世界を救Woo!（2015年） - ドルフィン
- ダーククリスタル: エイジ・オブ・レジスタンス（2019年） - 皇帝[27]
- アベンジャーズ・アッセンブル - ドラキュラ
- ホワット・イフ...?（2021年） - ナチス将軍
- ケンタウロスワールド（2021年）- 虚無の王
- マーマデューク（2022年） - ゼウス[28]
- スパイダーマン:フレンドリー・ネイバーフッド（2025年）- ノーマン・オズボーン

### テレビアニメ
- ガンダム Gのレコンギスタ（2014年、クンパ・ルシータ）
- 神撃のバハムート VIRGIN SOUL（2017年、ブエル）
- メガロボクス（2018年、軍幹部A）
- DOUBLE DECKER! ダグ&キリル（2018年、ドーマン）
- ルパン三世 グッバイ・パートナー（2019年、コメンテーター）
- 謎解きはディナーのあとで（2025年、桐生院吾郎[29]）

### 劇場アニメ
- LUPIN THE IIIRD 次元大介の墓標（2014年、ヤエル奥崎[30]）
- 機動戦士ガンダムNT（2018年、エスコラ・ゲッタ）
- Gのレコンギスタ I - III（2019年 - 2021年、クンパ・ルシータ） - 2作品
- LUPIN THE IIIRD THE MOVIE 不死身の血族（2025年、ヤエル奥崎）

### Webアニメ
- DEVILMAN crybaby（2018年、ジンメン）

### ゲーム
2010年代
- コアマスターズ（2014年、ジャン・デ・ルノア）
- ドラゴンクエストVIII 空と海と大地と呪われし姫君（2015年、グラッド）
- Bloodborne（2015年、教会の刺客ブラドー）
- League of Legends（2016年、アジール、カーサス、リー・シン、レンガー）
- バイオハザード RE:2（2019年、ブライアン・アイアンズ）
- スターリンク バトル・フォー・アトラス（2019年、イーライ・アーバーウッド）

2020年代
- ストレンジャー オブ パラダイス ファイナルファンタジー オリジン（2022年、ラゴン大臣）
- 機動戦士ガンダム U.C. ENGAGE（2022年、エスコラ・ゲッタ）
- 魔法使いの夜（2022年、蒼崎の祖父）
- コール オブ デューティ ブラックオプス 6（2024年、ジャック・マッケナ）

### ラジオ
- Bitter Sweet Café ごめん〜届かなかった手紙〜（ニッポン放送） - 父

### 舞台
- ブロードウェイミュージカル MAYA THE BEE みつばちマーヤの冒険 - ボビー／ スズメバチ兵隊（声の出演）

### ボイスオーバー
- 偉人たちの健康診断（NHK-BSプレミアム）